# Tio Chagal (manzana)
Tio Chagal es el nombre de una variedad cultivar de manzano (Malus domestica). Esta manzana está cultivada en diversos viveros entre ellos algunos dedicados a conservación de árboles frutales en peligro de desaparición. Esta manzana es originaria de la  Provincia de Salamanca en La Alberca en la comarca de Sierra de Francia, donde tuvo su mejor época de cultivo comercial anteriormente a la década de 1960, y actualmente en menor medida aún se encuentra.

## Sinónimos
- "Manzana Tio Chagal".[5][7][8]

## Historia
'Tio Chagal' es una variedad de la provincia de Salamanca en La Alberca en la comarca de Sierra de Francia. El cultivo del manzano en Salamanca en superficies importantes se remonta a principios del siglo XX sobre todo en la zona de Sierra de Béjar, La Alberca, y en Cepeda, con variedades como 'Melapio de Peñacaballera', 'Camuesa del Puerto de Béjar', 'Reineto Blanco', Reineto Rojo'. . .
'Tio Chagal' está considerada incluida en las variedades locales autóctonas muy antiguas, cuyo cultivo se centraba en comarcas muy definidas. Se caracterizaban por su buena adaptación a sus ecosistemas y podrían tener interés genético en virtud de su adaptación. Se encontraban diseminadas por todas las regiones fruteras españolas, aunque eran especialmente frecuentes en la España húmeda. Estas se podían clasificar en dos subgrupos: de mesa y de sidra (aunque algunas tenían aptitud mixta).
'Tio Chagal' es una variedad clasificada como de mesa, difundido su cultivo en el pasado por los viveros comerciales y cuyo cultivo en la actualidad se ha reducido a huertos familiares y jardines privados.

## Características
El manzano de la variedad 'Tio Chagal' tiene un vigor medio; florece a inicios de mayo; tubo del cáliz pequeño o medio, en embudo con tubo estrecho y corto, y con los estambres insertos bajos.
La variedad de manzana 'Tio Chagal' tiene un fruto de tamaño grande; forma cónica o cilíndrica, algo más alta que ancha, voluminosa hacia la zona peduncular, suavemente acostillada, ligeramente mamelonada, y con contorno irregular; piel algo brillante; con color de fondo amarillo, importancia del sobre color alto, color del sobre color rojo, distribución del sobre color chapa/rayas, presentando chapa rojiza que cubre más de 3/4 partes de la piel con abundantes pinceladas de rojo más intenso iniciadas desde la cavidad del pedúnculo en fino estriado, acusa punteado abundante, blanquinoso y aisladamente alguno ruginoso, y una sensibilidad al "russeting" (pardeamiento áspero superficial que presentan algunas variedades) débil; pedúnculo de longitud media, semi-fino, ensanchado en su extremo, un poco curvado, leñoso, rojizo, sobresaliendo poco de la cubeta, siendo la anchura de la cavidad peduncular relativamente amplia, y la profundidad de la cavidad pedúncular profunda, con chapa ruginosa leve, bordes con leve o marcado ondulado, y con importancia del "russeting" en cavidad peduncular débil; anchura de la cavidad calicina más bien estrecha, profundidad de la cav. calicina poco profunda pero formando pocillo, bordes ondulados, y con importancia del "russeting" en cavidad calicina ausente; ojo cerrado o entreabierto; sépalos compactos en su base o un poco separados, largos, erectos, divergiendo desde su mitad unos, y solamente volviendo inicialmente la punta otros, conserva los filamentos y anteras de color crema claro que asoman y entremezclan con los sépalos que son de color verde grisáceo.
Carne de color blanco-crema; textura crujiente, jugosa, suave; sabor característico de la variedad, intenso, dulce; corazón alargado, raras veces enmarcado por las fibras; eje abierto; celdas alargadas y muy puntiagudas; semillas abundantes y de variada forma.
La manzana 'Tio Chagal' tiene una época de maduración y recolección tardía en otoño, se recolecta desde finales de finales
de septiembre primeros de octubre. Se usa como manzana de mesa fresca.